# Abdelbaset al-Megrahi
Abdelbaset Ali al-Megrahi (arabiska: عبد الباسط محمد علي المقرحي), född 1 april 1952 i Tripoli, död 20 maj 2012 i Tripoli, var en libysk underrättelseofficer och säkerhetschef på Libyan Airlines. Han är hittills den enda person som dömts för bombningen av Pan Am flight 103 över Lockerbie i Skottland den 21 december 1988.
En skotsk domstol som höll förhandling vid en nederländsk militärbas dömde al-Megrahi den 31 januari 2001 till livstids fängelse för sprängningen. Han avtjänade sitt straff i fängelset i Greenock. Hans medåtalade, Lamin Khalifah Fhimah, frikändes.
Abdelbaset Ali al-Megrahi frigavs 20 augusti 2009 av humanitära skäl, då han led av långt framskriden prostatacancer. Efter det kom han tillbaka till sitt land, där betraktades han som en hjälte.  Barack Obama sade då att han inte skulle gå fri utan placeras i husarrest. Abdelbaset Ali al-Megrahi dog i sitt hem i maj 2012.